# Anders Halland Johannessen
Anders Halland Johannessen (Drøbak, 23 de agosto de 1999) es un ciclista profesional noruego que compite con el equipo Uno-X Mobility. Su hermano gemelo Tobias también es ciclista.

## Trayectoria
En 2021 dio el salto al profesionalismo en la disciplina de ruta con el Uno-X Dare Development Team. En junio finalizó octavo en el Giro Ciclistico d'Italia y tras la prueba se anunció su fichaje por el Uno-X Pro Cycling Team para el año 2022. En agosto ganó la sexta etapa del Tour del Porvenir por delante de su hermano, quien se acabó llevando la prueba, y finalizó en séptima posición en la clasificación general.

## Palmarés
2021
- 1 etapa del Tour del Porvenir

2025
- Tour de Eslovenia
- 2.º en el Campeonato de Noruega en Ruta

## Resultados en Grandes Vueltas
| Carrera | Carrera         | 2021 | 2022 | 2023 | 2024 | 2025 |
| ------- | --------------- | ---- | ---- | ---- | ---- | ---- |
|         | Giro de Italia  | —    | —    | —    | ―    | —    |
|         | Tour de Francia | —    | —    | —    | —    | 76.º |
|         | Vuelta a España | —    | —    | ―    | —    | —    |

—: no participa
Ab.: abandono

## Equipos
- Uno-X Dare Development Team (2021)
- Uno-X (2022-)
  - Uno-X Pro Cycling Team (2022-2023)
  - Uno-X Mobility (2024-)